# La Roche-Rigault
La Roche-Rigault è un comune francese di 575 abitanti situato nel dipartimento della Vienne nella regione della Nuova Aquitania.

## Società

### Evoluzione demografica
Abitanti censiti